# Мортон, Томас Корсан
Томас Корсан Мортон (англ. Thomas Corsan Morton) — шотландский художник-постимрессионист, член группы Глазго Бойс.

## Жизнь и творчество
Мортон изучал живопись в Школе искусств Глазго у Альфонса Легроса и в лондонской Школе изящных искусств Слейд, позднее — в Париже у Буланже и Лефевра. Входил в состав группы художников Глазго Бойс, придерживавшейся реалистических канонов в искусстве французской Барбизонской школы. Через Глазго бойс в шотландскую живопись пришли также идеи импрессионизма и постимпрессионизма.
Мортон был частым посетителем мастерской художника Уильяма МакГрегора, где собиралась Глазго Бойс; он работал вместе с такими мастерами, как Джеймс Патерсон и Эдвард Уолтон, был дружен с Эдвардом Аткинсоном Хорнелом.
Проводными темами в творчестве Мортона были жанровая живопись и пейзаж, охотно писал также натюрморты из цветов. Свои работы выставлял в Новом английском художественном клубе, Королевском британском обществе художников, лондонской галерее Гросвенор, Королевской Шотландской Академии, Королевском институте искусств в Глазго и др.
В 1908 году Мортон становится куратором Национальной галереи Шотландии, позднее он — директор Городского художественного музея Керколди.

## Галерея

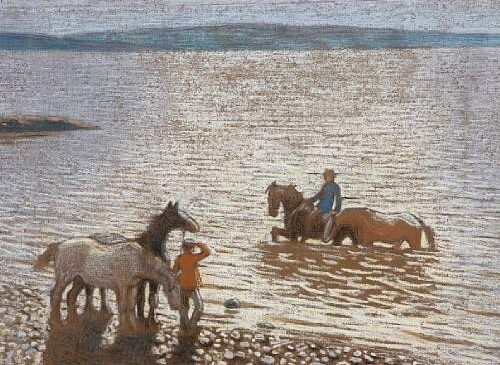
Блёстки солнца в заливе
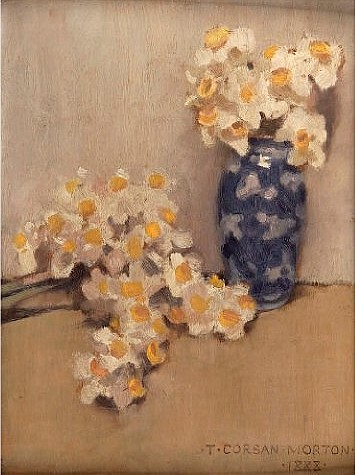
Жёлтые нарциссы (1888)
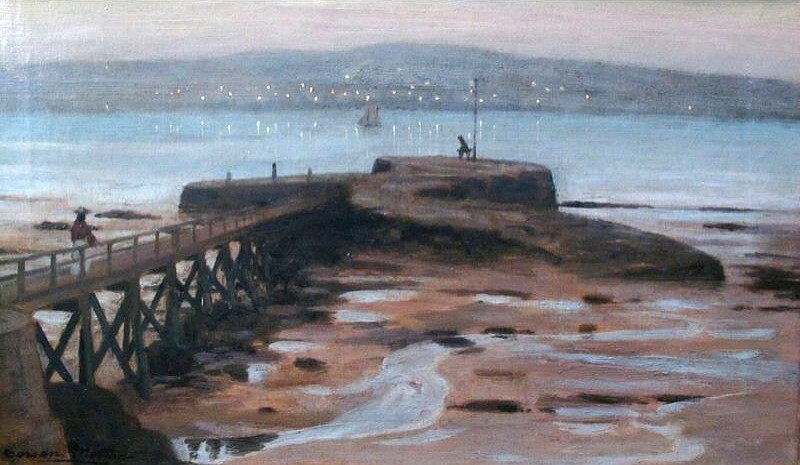
Вечерние сумерки на Клайде
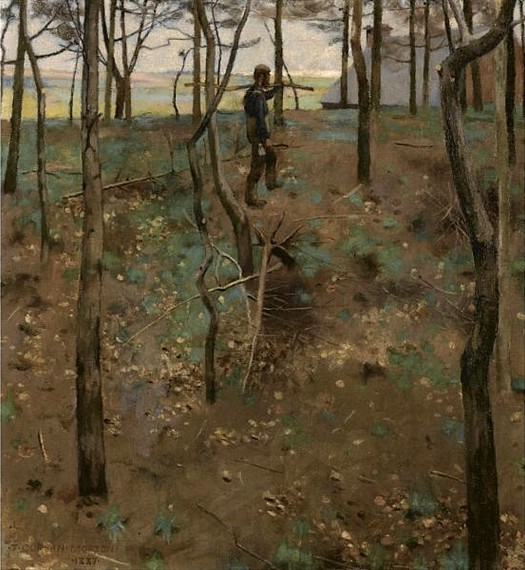
Лесной дровосек (1887)
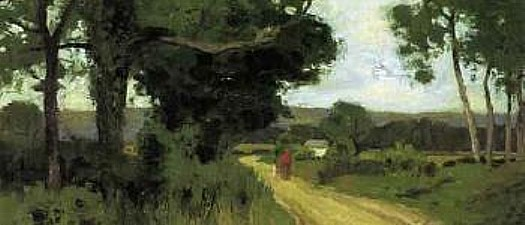
Мать с ребёнком на просёлочной дороге
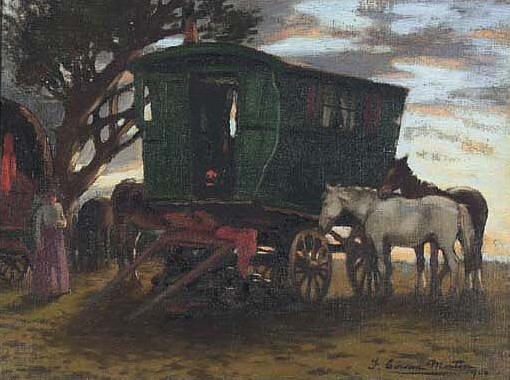
Цыганский табор
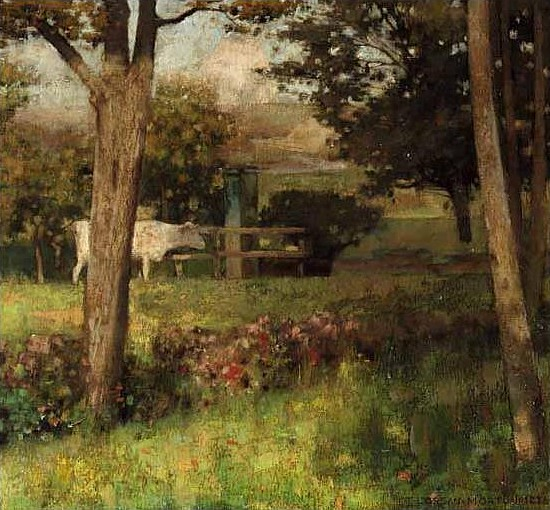
Пасущаяся в тени
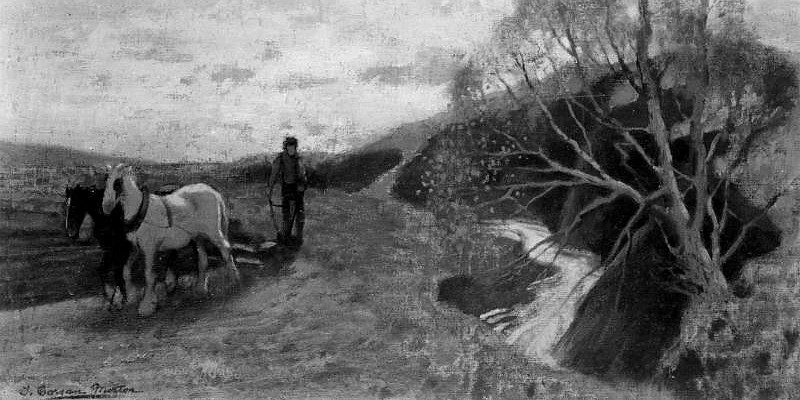
На пашне